# American Heist
American Heist es una película ruso-estadounidense independiente de acción dirigida por el director Sarik Andreasyan, basada en la película de 1959 The Great St. Louis Bank Robbery dirigida por Charles Guggenheim y John Stix. Producido por Georgiy Malkov, Ghevond Andreassian, Tovey Christensen, Hayden Christensen y Vladimir Polyakov.
La película es protagonizada por Hayden Christensen, Jordana Brewster, Adrien Brody y Akon. Está programada para su hacer su gran debut en como Presentación Especial en la nueva edición del Festival Internacional de Cine de Toronto del 2014.

## Elenco
- Hayden Christensen como James.
- Jordana Brewster[2]
- Adrien Brody[2]
- Akon[3]
- Tory Kittles

## Sinopsis
James tiene un pasado oscuro, pero ahora él está intentando con todos sus fuerzas cambiar, ya que conoce una chica hermosa, obtiene un trabajo como mecánico de automóviles, soñando con ser dueño de su propio negocio. Mientras tanto, su hermano mayor, Frankie, quien sirvió diez años en prisión, es liberado. Frankie trata de mejorar sus relaciones, pero James no perdona a su hermano por el hecho de que hace varios años lo acusó de un crimen, por lo que James pasó 16 meses encerrado. Sin embargo, Frankie intenta iniciar una nueva vida que James no espera. Por haber estado en prisión en el pasado, James no espera que consiga un buen trabajo y falla en los préstamos de su negocio. Viendo esto, Frankie le ofrece "llevar a cabo un pequeño negocio". Él jura que será la última vez y después de un robo al banco en Nueva Orleans, ellos tienen dinero, y le devolverá la vida que una vez habían perdido. Como resultado del "pequeño negocio", se convertirá en uno de los más dramáticos y sangrientos ataques en la historia de Estados Unidos.

## Producción
Glacier Films producirá la película con un presupuesto de $10 millones.

## Rodaje
Las principales fotografías de la película comenzaron en junio de 2013 en Nueva Orleans, Luisiana.